# Hemeroblemma inficita
Hemeroblemma inficita là một loài bướm đêm trong họ Erebidae.